# 堤真一
堤 真一（つつみ しんいち、1964年〈昭和39年〉7月7日 - ）は、日本の俳優・ナレーター・声優。本名は同じ。兵庫県西宮市出身（本籍地は熊本県）。シス・カンパニー所属。

## 来歴

### 生い立ち
兵庫県西宮市で生まれる（父親は熊本県宇土市出身、母親は奈良出身）。
祖父は熊本の警察官。父親は旧制宇土中学卒業後に岐阜陸軍航空整備学校に入校後、神戸製鋼所勤務。母親は奈良の江戸時代から続く旧家出身。読書家で寡黙な父と、明るくよく話す母と姉の4人家族で育つ。義理の兄はイギリス人である。
少年時代は足が速く、西宮市の小学校連合体育大会では学校別リレーで常にアンカーだった。
小学校から中学校まで野球に打ち込み、高校1年生まで野球部に所属。
1983年に西宮市立西宮東高等学校卒業。

### JAC入団から退団まで
1983年、高校を卒業してから友人に誘われ、千葉真一が主宰するジャパンアクションクラブ（JAC）の養成所オーディションを受ける。運動神経も良かったことからオーディションに合格。18歳でJAC養成所第1期研修生として京都養成所に入所する。
1984年5月、選抜クラスに選ばれ上京。JAC（ジャパンアクションクラブ）14期生として正式に入団する。同期には浅利俊博・岡元次郎らがいる。
同年、ミュージカル『ゆかいな海賊大冒険』で初舞台を踏む。
JAC時代は真田広之の付き人を務めていた。
1985年12月、坂東玉三郎 (5代目)主演の『天守物語』で黒衣として参加したことをきっかけに、坂東から「あなたは芝居心があるからお芝居をしなさい」という言葉を何度もかけられ、本格的に役者を志す。JACには4年ほど在籍した後、1987年に退団。

### 舞台役者としての道へ
退団後は、TPT（シアタープロジェクト・東京）の演劇を中心に活動。
デヴィッド・ルヴォー、ジャイルス・ブロック、ロバート・アラン・アッカーマン、蜷川幸雄、野田秀樹、ケラリーノ・サンドロヴィッチら演出の舞台に多数出演する。
1987年、NHKドラマスペシャル『橋の上においでよ』にて、23歳でテレビドラマ初主演を果たす。またこの年、『独眼竜政宗』で大河ドラマデビュー。翌1988年には『武田信玄』で武田信玄（中井貴一）の嫡男、武田義信を演じる。
1989年、映画『バカヤロー!2 幸せになりたい。』で映画デビュー（オムニバス・第2話主演）。
1992年、五社英雄が監督の映画『女殺油地獄』で長編映画デビュー。ヒロインの相手役・河内屋与兵衛を演じる。本作は五社の遺作となった。
1994年には、野田秀樹が立ち上げた『野田地図（NODA・MAP）』の旗揚げ公演『キル』（初演）の主演を務める。

### 連続ドラマ出演からブレイクへ
1996年1月、テレビドラマ『ピュア』でヒロインの相手役として民放の連続ドラマに初めて出演したことで脚光を浴び人気を博す。それまで舞台を中心に活動していたためテレビドラマの出演は珍しかった。
同年、映画『弾丸ランナー』で長編映画初主演（以降、SABU監督の長編映画作品で5作連続主演を務める）。
1997年、舞台『キル』、『ピアノ』での演技が評価され、第32回紀伊國屋演劇賞 個人賞を受賞。
2000年、平均視聴率26.4%、最高視聴率34.2%を記録した月9『やまとなでしこ』でヒロイン（松嶋菜々子）の相手役、数学者の道を諦めた魚屋・中原欧介を演じたことにより、瞬く間に人気と認知度をさらに上げ、ブレイクを果たす。
その後も、『恋ノチカラ』、『ランチの女王』、『GOOD LUCK!!』など人気ドラマに続々出演する。

### 映画俳優の地位も確立〜現在まで
2005年、映画『ALWAYS 三丁目の夕日』で自分の仕事に人一倍の誇りと情熱を持つ「鈴木オート」社長・鈴木則文を好演。映画もロングランの大ヒットに（以降、本作は計3部作のシリーズとなり累計興行収入110億円以上というメガヒットシリーズとなった）。
2006年、第29回日本アカデミー賞 最優秀助演男優賞を受賞。国内の主な映画賞の助演男優賞部門を総なめにする。
2008年、『ALWAYS 続・三丁目の夕日』、『舞妓Haaaan!!!』で、第31回日本アカデミー賞 優秀助演男優賞などを受賞。
同年、『容疑者Xの献身』で物語の主人公的立ち位置、悲壮感漂う天才数学者で高校教師・石神哲哉を演じ、高い評価を得る。映画も興行収入約50億円の大ヒットとなり、報知映画賞ではこの作品で最優秀主演男優賞を受賞。
2009年、第32回日本アカデミー賞において、『クライマーズ・ハイ』で優秀主演男優賞を、『容疑者Xの献身』で優秀助演男優賞をそれぞれ受賞する。
2011年、『孤高のメス』にて、国内外で手術の腕を磨き高度な技術と患者第一の治療を貫く真摯な姿勢で周囲を変えていく外科医・当麻鉄彦を演じ、第34回日本アカデミー賞 優秀主演男優賞などを受賞。
2013年、NHKドラマ『とんび』にて主人公・市川安男を演じ、アメリカの国際テレビ芸術科学アカデミーが主催する第41回国際エミー賞 最優秀俳優賞のファイナリストに選ばれる。俳優部門のノミネートは日本人で史上初であり、同賞俳優部門が始まった2005年から2024年現在までファイナリストに選出された日本人は堤のみである。
2014年、NHK連続テレビ小説『マッサン』にて「やってみなはれ！」が口癖で、気風が良く明朗快活かつ豪快で懐が深い社長・鴨居欣次郎、通称：鴨居の大将（サントリー創業者である鳥井信治郎がモデル）を演じ、圧倒的な存在感と好演に話題を呼ぶ。
2017年、テレビドラマ『スーパーサラリーマン左江内氏』で主演を務める。福田雄一の脚本演出で普通のサラリーマンがひょんなことからスーパーマンになり世界の平和を守る役を演じ、番組エンディングでは出演者と共に主題歌の三代目J Soul Brothers「HAPPY」に合わせたダンスを披露。
2021年、大河ドラマ『青天を衝け』で一橋家家臣・平岡円四郎を好演し、平岡が非業の死を遂げた後も「円四郎ロス」など視聴者から惜しむ声があがる。脚本家の大森美香も「想像を超えた」劇中シーンとして、数あるシーンの中から平岡の暗殺シーンをあげている。
2022年、映画『ザ・ファブル 殺さない殺し屋』で表向きは子供を守るNPO代表だが、緻密な計画で殺人や脅迫を行う裏の顔を持つファブルの因縁の男・宇津帆を演じ、第45回日本アカデミー賞 優秀助演男優賞を受賞する。
報知映画賞は2005年（第30回）に『ALWAYS 三丁目の夕日』、『フライ,ダディ,フライ』で助演男優賞、2008年（第33回）に『クライマーズ・ハイ』、『容疑者Xの献身』で主演男優賞を受賞し、主演と助演の2部門を制したのは三國連太郎・柄本明・三浦友和に次いで史上4人目である。
劇団☆新感線の舞台の主演、大河ドラマの常連俳優の一人でもある。ナレーションの担当や近年では、映画「鹿の王」やゲーム「龍が如く7」で声優に挑戦している。
演劇を始め、テレビドラマ・映画とジャンル問わず幅広く活躍している。

## 人物
- 本名である「真一」は「真実一路に生きろ」という父の願いから名づけられた[48]。
- 阪神甲子園球場の近くで生まれ育った。
- プライベートは関西弁を話し、トーク番組等では共通語を使用する。
- 元々は人前に出るのが大の苦手で[13]、今でも人前で演じることが恥ずかしくなる時がある[49][50][17]。
- 役者を始めた当初、テレビドラマの出演などあまり考えておらず、坂東玉三郎 (5代目)主演の『天守物語』に魅了され「舞台に関わって生きていこう」と決めた20代は、風呂なしのアパートで一人暮らしをしていた[9][23][51]。
- 日中は稽古に励み、夜は工事現場や飲食店でアルバイトという日々で生活は苦しく、前述のアパートには7年以上住んでいた[10][52]。

- 自分の原点は「舞台」と公言[9]しており、テレビ・映画での露出の増加以降も毎年欠かさず舞台公演をこなしている[17]。
- 俳優の中村倫也は自らの人生に大きな影響を与えた尊敬する名優[53]（先輩）の一人として堤の名前をよくあげており「僕にとって俳優界のオジキ（のような存在）[54]」と語っている。
- 『恋におちたら〜僕の成功の秘密〜』や舞台『K2 』、大河ドラマ『青天を衝け』などで共演した草彅剛とも交友があり、その縁で（舞台をする際に使用する）楽屋暖簾を草彅に贈っている[55][56]。その他、演劇仲間の古田新太[57]はじめ、椎名桔平、阿部寛[58]、岡田准一[59]、田中泯[60][61]など交友関係は広い。
- 自他共に認める「なで肩」[62][63]で、主演舞台『才原警部の終わらない明日』ではコードネームが「なで肩」になっていた。
- 2000年7月、現在の所属事務所であるシス・カンパニーへ移籍[64]。2013年3月、一般女性と結婚したことを所属事務所公式サイトで発表[65][66]。
- 2015年4月、NHK朝の連続テレビ小説『マッサン』（2014年度下期）でサントリーの創業者：鳥井信治郎（劇中では鴨居欣次郎名義）を演じた縁もあり、サントリー・ウイスキーアンバサダーに就任した[67]。

### 特技・趣味・嗜好
- 特技は古武道（柳生心眼流、黒帯の有段者[68]）、柔術、剣術。

- 趣味は薪ストーブ[69][70]、神社仏閣巡り[71]、キャンプ[72]、料理[73][74]、書道（写経[注 6]）、旅行、サウナ、水泳、カメラ、読書、DIY[75][74][76]。

- 阪神タイガースのファン[77][78]。実姉はかつて阪神甲子園球場のウグイス嬢を務めていたことがある。2013年5月1日に同球場で開かれた阪神タイガース対広島東洋カープ戦では、主演映画『俺はまだ本気出してないだけ』のPRを兼ね、タイガース風の縦縞ユニフォーム姿で始球式に登場しノーバウンドによるストライク投球を披露した[79]。
- ドキュメンタリー番組が好き[80]。犬を飼っている[72]。

### エピソード
2007年公開の『ALWAYS 続・三丁目の夕日』の初日舞台挨拶で、堀北真希ファンの男性客が突然スタッフの制止を振り切ってステージに乱入しようとするハプニングが起こった。堤は吉岡秀隆とともに、壇上から取り押さえスタッフに男を引き渡した。堤は制止する際に足を滑らせてステージから落ちたが、怪我はなかった。場内は一時騒然となったが、その後監督と男性キャスト陣で再開した舞台挨拶では、丁度この日からスタートしたフジテレビ系ドラマ『SP』でSP（セキュリティポリス）役を演じていることに触れ、「今日から『SP』が始まります」と笑いを取って場を和ませた。

### 付き人時代
JAC時代は真田広之の付き人として真田の身の回りの世話をしていた。クーラーボックスに真田の好きなジュースを詰めて持ち歩き、いつでも手渡せる状態にしていたが、くわえタバコをしたまま渡そうとして怒られた経験がある。「今は真田と共演の可能性もあるのでは？」と尋ねられると「広之さんとなんか、絶対無理！」と今でも真田の前では極度に緊張してしまい「付き人根性が出てしまう」との一面を見せている。
2017年12月17日放送、日本テレビ系『行列のできる法律相談所』「放送700回記念! 人生の後悔スペシャル!」で「怖い先輩」に関するエピソードを紹介した。真田広之の付き人をしていた頃、『犬死にせしもの』で共演していた佐藤浩市らとゴルフ場へ行った際に、真田が「ジュースを買って来い」と堤に命じたところ、「真ちゃん、オレにも買ってきてくれ」と佐藤からも頼まれたという。それからというもの、真田の付き人か佐藤の付き人か分からないぐらい佐藤にこき使われていたと語り、同番組内でビデオ出演した佐藤も、「そんな事で恨まれていたとは知らなかった」と証言。それらのエピソードが本当であることが判明した。堤は佐藤の前では「カチコチになり、飲みの席に（佐藤が）現れても直立不動で、まともには口もきけず演技もできない」との証言をし、共演NG俳優は佐藤と真田であると分かった。また2019年6月12日放送、フジテレビ系『ホンマでっか！？TV』では「途中でどっちの付き人をしているか分からないぐらい浩市さんには可愛がってもらっていたので、絶対に共演したくないです」と話し、共演しないのは駆け出し時代にお世話になったことや俳優としての憧れも強すぎる上、付き人時代の自分に戻るため演技なんてできないからと明かした。かつて椎名桔平と飲んだ後に佐藤が合流した際、堤は「そこまで結構酔っぱらってたのにピシーッ！」と、緊張のあまり直立不動になってしまったと番組で笑わせた。

### 俳優として
映画『容疑者Xの献身』では役作りをするにあたって頭髪の前部を白髪に染め、さらに一部をそり落とし髪の毛も抜いて役に挑んだ。
その作品に限らず、姿勢、体重の増減など徹底した役作りには定評がある。
ヒューマンドラマからアクションまでジャンル問わず出演し、シリアスやダーク、エキセントリック、コミカルまで幅広い役柄を演じている。
役との向き合い方について、「自我の放棄をどういかにできるか。自分自身を殺していっているような作業で苦しいがそれで役が自分に一番染み渡る」と考えている。
舞台中心に活動をしていた頃、イギリス人の演出家デヴィッド・ルヴォーから『お客さんはお前なんか見に来てないんだ』『お客さんは役と役の関係性を見に来ている、物語を見に来ているんであって、お前を見に来ているわけではない。だから会話をちゃんと成立させることに集中しろ』『相手とどういう関係で、どういう思いでそれを伝えようとしているのかに集中しろ』と言われ、役者の仕事は「自己主張ではない」ということを教わる。

#### 共演者談
- 『クライマーズ・ハイ』で共演した堺雅人は「18歳で上京した頃から、堤さんはいつも舞台の中央で輝いている存在でした。その背中を追ってここまでやってきたので、ご一緒できるというだけで嬉しかったです。撮影では、一歩も退くことなくこちらの演技を受け止めてくださいました[99]」と同映画の完成披露試写会で語った。

- 舞台『寿歌』や映画等で共演した戸田恵梨香は2015年のインタビューで「堤さんは『笑顔の神様』だなって。現場に笑顔を与えてくださる方ですし、堤さんの空気感は、ホッと安心できるんです。[100]」と語った。

- 2022年『妻、小学生になる。』で共演した杉野遥亮は、「憧れの堤さんともお会いできたのに何を話したらいいか分からなくなってしまって、『かっこいいです』と言うだけで精一杯でした。最初こそ緊張しましたが、堤さんが現場の空気感が和やかになるような雰囲気作りをしてくださったので、僕も変なプレッシャーを感じることなく、その場にいることができて、とてもありがたかったです[101]」と語った。

- 同ドラマでも共演し、堤の舞台や映画を見て一度共演したいと思い続け共演が楽しみだったという石田ゆり子は「さすがだなと思ったのは、台本をすべて頭に入れて現場にいらっしゃるんですよ。もちろんそれは俳優として当たり前のことではありますが、私は現場の空気優先で、そのとき考えようみたいなところがあって。それを堤さんは全部受け止めてくれるんです。ご自分はセリフも段取りも完璧にもかかわらず、私が何か違うことをしたら、その場ですぐに切り替えてくださる。ものすごく頼もしい俳優さんだと感じました。[102]」と語った。
- 2012年9月10日にNHKで放送された『プロフェッショナル 仕事の流儀』「高倉健インタビュースペシャル」で、『あなたへ』の撮影現場に高倉とは初対面の堤が緊張した様子で挨拶に訪れた。二言ほど言葉を交わし堤が去った後、堤と今まで面識がなかった高倉に佐藤浩市は「彼は真田広之くんの付き人から始めたんですよ。付き人をやっててそれから叩き上げてきたので結構頑張り屋さんで」と堤のことを説明。それを聞いた高倉は「思い出した」と言いながら、現場から堤の後を追いかけた。追いかけ堤の楽屋まで出向いた高倉に驚きを隠せない堤に対し、固い握手を交わしながら「どっかで絶対見たことあるって気がしてて」と言う高倉に「すいません。僕ちょっともう見つめてます」と目を輝かせながら堤は言い、「ぱっと思い出して」「頑張ってください。何かでチャンスがあったらお仕事したい」と高倉。「是非、こちらこそ」と堤。「メッセージを伝えにきました」と高倉は堤と再度固い握手を交わしながら言葉をかけた。堤は「ありがとうございます、すいません、わざわざ」と感激し高倉が立ち去った後も（憧れであった高倉からのメッセージの）喜びを噛み締める様子が映された[103]。

#### スタッフ談
- 映画『容疑者Xの献身』で監督を務めた西谷弘は、同映画の合同記者会見にて、堤の演技で、映画の構成が大幅に変わったことを明かした。「僕はいつも、シーン1の最初のカットからラストのカットまで、全部自分の頭の中で構築しちゃうんですよね。カット割も全部自分の頭の中で全部出来ていて、そこからブレることってないんですよ。」と前置きをした上で、「今回堤さんのお芝居を編集の時にもう一回改めて客観的に見て、結果編集を変えたんですね。これは、自分の中では今までなかったことで」「もう公開されているから話してもいいと思うんですけど…序盤、石神が『隣の石神です』と訪ねて来て、中に入り『じゃあアリバイを作りましょう』という行為まで、最初はつなげて見せてたんです。」「（しかし結果的には）中に入るところのシーンで飛ばして、『アリバイを作りましょう』というシーンは一番ラストに持って行った。」そうすると「石神は本当にストーカーなのか？、いやストーカーのふりをしているのだろうか…とか、色々と推理欲をかき立てられるというか」編集を変えたことで「ミステリーとしての質も高められた」と語り、「そういう意味で、堤さんは、そのお芝居によって『もっとこうしたらもっと面白い』と思わせてくれた俳優さんでした。」と明かした。[104][105]

### その他
- 週刊文春にて行われた「好きな俳優」ランキングの「好きな男優」部門で2015年は5位、2021年は16位に[106]ランクインした。

- 週刊現代にて行われた「いま日本で本当に演技のうまい俳優＆女優ベスト100人」で総合1位にランクインした。[107]

- 漫画『恋は雨上がりのように』原作者の眉月じゅん曰く、作中の店長（近藤正己）は連載当初、『やまとなでしこ』の堤をモデルに描いていた。[108]

## 出演

### 舞台
- ゆかいな海賊大冒険 （1984年 千葉真一 演出）
- 酔いどれ公爵 （1985年 千葉真一 演出） - オルゴン六剣士C 役
- 天守物語 （初演・再演）
  - （1985年 増見利清 演出 /初演） - 獅子[109]
  - （1993年 斉藤雅文 演出 /再演） - 姫川図書之助 役
- 黒蜥蜴（初演・再演）
  - （1986年4月 栗山昌良 演出 /初演）- 明智の部下堺 役[110]
  - （1986年10月 栗山昌良 演出 /再演）- 明智の部下木津 役
- ロミオとジュリエット（初演・再演）
  - （1986年 坂東玉三郎 (5代目) 演出 /初演）- グレゴリー 役
  - （1988年 坂東玉三郎 (5代目) 演出 /再演）- ベンヴォーリオ 役
- ゆかいな探偵おかしな女優〜十番街殺人事件の謎 （1987年 平島響子 演出）
- マクベス （1987年 ジャイルス・ブロック演出）- 魔女の馬の脚
- 天下御免 （1989年 早坂暁 演出）- 稲葉小僧 役
- 双頭の鷲（初演・再演）
  - （1990年 デヴィッド・ルヴォー 演出 /初演）- 主演・スタニスラス 役
  - （1994年 デヴィッド・ルヴォー 演出 /再演）- 主演・スタニスラス 役
- お月さまへようこそ （1990年 宮島秀司 演出）- 主演・ジョン 役 ほか 6本の短篇戯曲
- バタフライはフリー（初演・再演） 
  - （1991年 栗山民也 演出 /初演）- 主演・ジョー 役
  - （1992年 - 1993年 栗山民也 演出 /再演）- 主演・ジョー 役
- 横澤版・ヴェニスの商人 おちも墜ちたり （1991年 横澤彪 演出）- アントーニオ 役
- 櫻の園 （1991年 ジャイルス・ブロック 演出）
- スイート・スウ （1992年 鵜山仁 演出）- 主演・ジェイク 役
- 真夏の夜の夢 （1992年  野田秀樹 演出）- 板前ライ（ライサンダー） 役
- テレーズ・ラカン （T.P.T 立ち上げ公演 / 初演・再演）※作品が第1回読売演劇大賞受賞
  - （1993年 デヴィッド・ルヴォー 演出 /初演）- ローラン 役
  - （1998年 デヴィッド・ルヴォー 演出 /再演）- ローラン 役[111]
- ロレンザッチョ（1993年 渡辺守章 演出 /日本初上演）- 主演・ロレンゾ 役
- ある日どこかで（1993年 吉川徹 演出 /日本初上演）- 主演・リチャード 役
- NODA・MAP『キル』（野田地図 立ち上げ公演 / 初演・再演） 
  - （1994年 野田秀樹 演出 /初演）- 主演・テムジン 役[112]
  - （1997年 野田秀樹 演出 /再演）- 主演・テムジン 役[113]
- エンジェルス・イン・アメリカ 第一部至福千年紀が近づく（1994年 ロバート・アラン・アッカーマン 演出）- 主演・ジョセフ・ポーター・ピット(ジョー) 役
- チェンジリング （1995年 デヴィッド・ルヴォー 演出）- 主演・デ・フローレンス 役
- 近代能楽集 葵上 / 班女（1995年 デヴィッド・ルヴォー 演出）- 主演・若林光/青年・吉雄 役
- ピアノ（初演・再演）
  - （1996年 中島晴美 演出 /初演）- 主演・プラトーノフ 役
  - （1997年 中島晴美 演出 /再演）- 主演・プラトーノフ 役
- マクベス （1996年 デヴィッド・ルヴォー 演出）- マクダフ 役
- ライフ・イン・ザ・シアター （1997年 佐藤信 演出）- 主演・ジョン 役
- 燈臺 （1997年 デヴィッド・ルヴォー 演出/ TPT制作）- 主演・黒田昇 役
- 娘に祈りを （1998年 ロバート・アラン・アッカーマン 演出）- ジャック・デラサンテ 役
- ルル （1998年 デヴィッド・ルヴォー 演出/ TPT制作）- アルヴァ 役
- 橋からの眺め （1999年 ロバート・アラン・アッカーマン 演出）- 主演・エディ・カルボーネ 役
- NODA・MAP 『パンドラの鐘』（1999年 野田秀樹 演出）- 主演・ミズヲ 役
- ロベルト・ズッコ （2000年 佐藤信 演出/ SePT制作）- 主演・ロベルト・ズッコ 役
- Naked-裸 （2000年 デヴィッド・ルヴォー 演出）- 主演・グロッティ領事 役
- 劇団☆新感線『野獣郎見参』（2001年 いのうえひでのり 演出）- 主演・野獣郎 役
- NODA・MAP『贋作・桜の森の満開の下 』（2001年 野田秀樹 演出）- 主演・耳男 役[114]
- 欲望という名の電車 （2002年 蜷川幸雄 演出）- 主演・スタンリー・コワルスキー 役
- 劇団☆新感線『アテルイ』（2002年 いのうえひでのり 演出）- 主演・坂上田村麻呂利仁 役[注 7]
- カメレオンズ・リップ （2004年 ケラリーノ・サンドロヴィッチ 作演出）- 主演・ルーファス・Ｔ・ファイアフライ 役
- ダム・ウェイター （2004年 鈴木裕美 演出）- 主演・ベン 役
- 幻に心もそぞろ狂おしのわれら将門 （2005年 蜷川幸雄 演出）- 主演・平小次郎将門 役[115]
- 劇団☆新感線『吉原御免状』（2005年 いのうえひでのり 演出）- 主演・松永誠一郎 役
- 労働者M（2006年 ケラリーノ・サンドロヴィッチ 作演出）- 主演・牧田/ゼリグ 役
- タンゴ・冬の終わりに （2006年 蜷川幸雄 演出）- 主演・清村盛 役
- 写楽考 （2007年 鈴木勝秀 演出/ シス・カンパニー主催）- 主演・伊之…東洲斎写楽 役[116]
- 人形の家 （2008年 デヴィッド・ルヴォー 演出）- 主演・トルヴァル・ヘルメル 役
- 舞台は夢 イリュージョン・コミック （2008年 鵜山仁 演出）- 主演・クランドール 役[117]
- 劇団☆新感線『蜉蝣峠』 （2009年 いのうえひでのり 演出）-   天晴 役
- バンデラスと憂鬱な珈琲 （2009年 福田雄一・マギー 共同演出）- 主演・バンデラス/ネフチェンコ/バグス軍曹/マクベス 役
- アット・ホーム・アット・ザ・ズー （2010年 千葉哲也 演出）- 主演・ピーター 役
- K2 （2010年 千葉哲也 演出）- 主演・ハロルド 役（二人芝居）[118][注 8]
- 寿歌 （2012年 千葉哲也 演出）- 主演・ゲサク 役（三人芝居）
- シダの群れ 純情巡礼編 （2012年 岩松了 演出）- 主演・若頭補佐 坂本 役
- 朗読 宮沢賢治が伝えること （2012年 栗山民也 演出）- 朗読者
- TOPDOG/UNDERDOG （2012年 - 2013年 小川絵梨子 演出）- 主演・ブース 役
- 今ひとたびの修羅（2013年 いのうえひでのり 演出）- 主演・飛車角 役
- 断色（2013年 いのうえひでのり 演出/ ヴィレッヂ主催）- 主演・小杉保 役[119]
- マクベス（2013年 長塚圭史 演出 /Bunkamura主催）- 主演・マクベス 役[120]
- ロンサム・ウェスト（2014年 小川絵梨子 演出）- 主演・コールマン・コナー 役
- 三人姉妹[121]（2015年 ケラリーノ・サンドロヴィッチ 演出）- ヴェルシーニン 役
- 才原警部の終わらない明日（2015年 - 2016年 福田雄一 作演出）- 主演・才原章一郎/謎の医者/渡辺/犯人B/岩田登 役[122]
- アルカディア（2016年 栗山民也 演出 /日本初上演） - 主演・バーナード・ナイチンゲール 役[123]
- るつぼ（2016年 ジョナサン・マンビィ 演出）- 主演・ジョン・プロクター 役[124]
- 近松心中物語[125]（2018年 いのうえひでのり 演出）- 主演・亀屋忠兵衛 役[126]
- お蘭、登場（2018年 寺十吾 演出）- 空地小五郎 役（三人芝居）[127]
- 民衆の敵（2018年 ジョナサン・マンビィ 演出）- 主演・トマス・ストックマン 役[128][129]
- 良い子はみんなご褒美がもらえる（2019年 ウィル・タケット 演出/日本初上演）- 主演・アレクサンドル・イワノフ 役[130]
- 恋のヴェネチア狂騒曲（2019年 福田雄一 演出）- フロリンド 役[131][132]
- 死と乙女（2019年 小川絵梨子 演出）- 主演・ジェラルド・エスコバル 役（三人芝居）[133]
- 十二人の怒れる男（2020年 リンゼイ・ポズナー 演出/ シアターコクーン）- 主演・陪審員8番 役[134][135]
- ウェンディ&ピーターパン（2021年 ジョナサン・マンビィ演出/オーチャードホール）- フック船長/ミスター・ダーリング 役[136][137]
- みんな我が子（2022年 リンゼイ・ポズナー演出/5月10日 - 30日 東京、6月3日 - 8日 大阪）- 主演・ジョー・ケラー 役[138]
- 帰ってきたマイ・ブラザー（2023年 小林顕作 演出/4月 - 6月 東京、名古屋、大阪、福岡、西宮、新潟、札幌、仙台、京都公演）- 若村四郎 役[139]
- カラカラ天気と五人の紳士（2024年 加藤拓也 演出/4月 - 5月 東京、岡山、大阪、福岡公演）- 主演・紳士5 役[140]
- A Number-数（2024年 ジョナサン・マンビィ 演出/9月 - 10月 東京、大阪、福岡）- 主演[141]
- ライフ・イン・ザ・シアター（2025年 水田伸生 演出/9月 -10月 東京・愛知・大阪・福岡・宮城） - ロバート 役[142]

### 映画
- 犬死にせしもの（1986年4月19日、井筒和幸 監督、松竹） - チンピラ 役[注 2]
- バカヤロー!2 幸せになりたい。（1989年7月8日、森田芳光 製作総指揮、松竹）
  - 第二話「こわいお客様がイヤだ」（鈴木元 監督）- 主演・梶木丸男 役[注 9]
- 女殺油地獄（1992年5月23日、五社英雄 監督、松竹） - 河内屋与兵衛 役[143][19]
- シークレットワルツ（1996年11月23日、野火明 監督、ビターズ・エンド） - 火野純 役
- 弾丸ランナー（1996年11月8日、SABU 監督、日活）- 主演・武田一男 役
- ポストマン・ブルース（1997年8月16日、SABU 監督、日活） - 主演・沢木龍一 役
- アンラッキー・モンキー（1998年7月18日、SABU 監督、松竹） - 主演・山崎 役
- 39 刑法第三十九条（1999年5月1日、森田芳光 監督、松竹） - 主演・柴田真樹 役[注 10]
- MONDAY（2000年4月29日、SABU 監督、シネカノン） - 主演・高木光一 役
- DRIVE（2002年8月24日、SABU 監督、日本ヘラルド映画） - 主演・朝倉健一 役
- 卒業（2003年3月15日、長澤雅彦 監督、東宝） - 主演・真山悟 役
- 着信アリ（2004年1月17日、三池崇史 監督、東宝） - 山下弘 役
- ローレライ（2005年3月5日、樋口真嗣 監督、東宝） - 海軍軍令部第一部第一課長・浅倉良橘 大佐 役
- フライ,ダディ,フライ（2005年7月9日、成島出 監督、東映） - 主演・鈴木一 役[注 11]
- 姑獲鳥の夏（2005年7月16日、実相寺昭雄 監督、日本へラルド映画） - 主演・中禅寺秋彦（京極堂） 役
- ALWAYS 三丁目の夕日 シリーズ（2005年 - 2012年、山崎貴 監督、東宝） - 鈴木則文（鈴木オート） 役
  - ALWAYS 三丁目の夕日（2005年11月5日）
  - ALWAYS 続・三丁目の夕日（2007年11月3日）
  - ALWAYS 三丁目の夕日'64（2012年1月21日）
- 地下鉄に乗って（2006年10月21日、篠原哲雄 監督、ギャガ・コミュニケーションズ） - 主演・長谷部真次 役
- 舞妓Haaaan!!!（2007年6月16日、水田伸生 監督、東宝） - 主演・内藤貴一郎 役[注 12]
- 魍魎の匣（2007年12月22日、原田眞人 監督、ショウゲート） - 主演・中禅寺秋彦（京極堂） 役
- 山のあなた〜徳市の恋〜（2008年5月24日、石井克人 監督、東宝） - 大村真太郎 役
- クライマーズ・ハイ（2008年7月5日、原田眞人 監督、東映 / ギャガ） - 主演・悠木和雅 役  [144]
- 容疑者Xの献身（2008年10月4日、西谷弘 監督、東宝）- 石神哲哉 役[注 4]
- ヴィヨンの妻 〜桜桃とタンポポ〜（2009年10月10日、根岸吉太郎 監督、東宝）- 弁護士・辻啓一郎 役
- 孤高のメス（2010年6月5日、成島出 監督、東映）- 主演・当麻鉄彦 役
- SP THE MOTION PICTURE（2010年 - 2011年、波多野貴文 監督、東宝） - 尾形総一郎 役
  - SP 野望篇（2010年10月30日）
  - SP 革命篇（2011年3月12日）
- SPACE BATTLESHIP ヤマト（2010年12月1日、山崎貴 監督、東宝）- 古代守 役
- プリンセス トヨトミ（2011年5月28日、鈴木雅之 監督、東宝）- 主演・会計検査院調査官・松平元 役
- 宇宙兄弟（2012年5月5日、森義隆 監督、東宝） - JAXA職員・星加正 役
- 俺はまだ本気出してないだけ（2013年6月15日、福田雄一 監督、松竹） - 主演・大黒シズオ 役[145]
- 地獄でなぜ悪い（2013年9月28日、園子温 監督、キングレコード / ティ・ジョイ）- 主演[注 13]・池上純 役[146]
- 土竜の唄 シリーズ （2014年 - 2021年、三池崇史 監督、東宝）- 日浦匡也（クレイジー・パピヨン） 役
  - 土竜の唄 潜入捜査官REIJI（2014年2月15日）
  - 土竜の唄 香港狂騒曲（2016年12月23日）
  - 土竜の唄 FINAL（2021年11月19日）[147]
- 神様はバリにいる（2015年1月17日、李闘士男 監督、ファントム・フィルム） - 主演・アニキ 役
- 駆込み女と駆出し男（2015年5月16日、原田眞人 監督、松竹） - 堀切屋三郎衛門（お吟の夫） 役
- 海街diary（2015年6月13日、是枝裕和 監督、東宝 / ギャガ） - 椎名和也（医師、幸の恋人） 役[148]
- 日本のいちばん長い日（2015年8月8日、原田眞人 監督、アスミック・エース / 松竹） - 内閣書記官長・迫水久常 役[149]
- 海賊とよばれた男（2016年12月10日、山崎貴 監督、東宝） - 日章丸船長・盛田辰郎（新田辰夫がモデル） 役[150]
- 本能寺ホテル（2017年1月14日、鈴木雅之 監督、東宝） -主演・ 織田上総介信長 役[151][注 14]
- DESTINY 鎌倉ものがたり（2017年12月9日、山崎貴 監督、東宝） - 編集者 本田健一/蛙男 役[152]
- 銀魂2 掟は破るためにこそある（2018年8月17日、福田雄一 監督、ワーナー・ブラザーズ映画）- 松平片栗虎 役[153]
- 泣くな赤鬼（2019年6月14日、兼重淳 監督、KADOKAWA） - 主演・小渕隆 役[154]
- 決算! 忠臣蔵（2019年11月22日、中村義洋 監督、松竹）- 主演・大石内蔵助 役[155][注 15]
- 一度死んでみた（2020年3月20日、浜崎慎治 監督、松竹） - 野畑製薬・野畑計 役[156]
- 望み（2020年10月9日、堤幸彦 監督、KADOKAWA） - 主演・石川一登 役[157]
- 砕け散るところを見せてあげる（2021年4月9日[158]、SABU 監督、イオンエンターテイメント） - 玻瑠の父 役[94]
- ザ・ファブル 殺さない殺し屋（2021年6月18日、江口カン 監督、松竹） - 宇津帆 役[159]
- おまえの罪を自白しろ（2023年10月20日、水田伸生 監督、松竹） - 宇田清治郎 役[160]
- 室町無頼（2025年1月17日、入江悠監督、東映） - 骨皮道賢 役[161]
- ババンババンバンバンパイア（2025年7月4日、浜崎慎治監督、松竹） - 織田信長 役[162][163][164]
- 木の上の軍隊（2025年7月25日、平一紘監督、ハピネットファントム・スタジオ）- 主演・山下一雄 役[注 16][165][166]
- アフター・ザ・クエイク（2025年10月3日公開予定、井上剛監督、ビターズ・エンド） - 三宅 役[167]
- 旅と日々（2025年11月7日公開予定、三宅唱監督、ビターズ・エンド） - べん造 役[168]

### テレビドラマ
- オアシスを求めて（1985年10月26日、NHK総合） - 研究員 役[注 17]
- 大河ドラマ（NHK総合）
  - 独眼竜政宗（1987年） - 蘆名義広 役
  - 武田信玄（1988年） - 武田義信 役
  - 翔ぶが如く（1990年） - 矢崎八郎太（宮崎八郎がモデル） 役
  - 八代将軍吉宗（1995年）- 徳川吉通 役
  - 元禄繚乱（1999年）- 高田郡兵衛 役
  - 武蔵 MUSASHI（2003年） - 本位田又八 役
  - 青天を衝け（2021年） - 平岡円四郎 役
- 橋の上においでよ（1987年10月31日、NHK）- 主演・並川春樹 役[169]
- 開局35周年記念特別番組 明日-1945年8月8日・長崎（1989年8月9日、日本テレビ）- 中川庄治 役
- 東芝日曜劇場 南の家族（1988年10月30日、南日本放送）- 息子・隆 役
- シリーズ街「東京都心・問題の教師」（1989年3月2日 - 23日[注 3]、テレビ朝日） - 主演・村岡正俊 役
- ふたたびの海（1989年3月25日、NHK総合）- 主演・長男・旭 役
- 鳥の歌（1989年8月28日 - 9月18日、NHK総合）- 主演・戸部彬 役[170]
- 火曜サスペンス劇場 からくり人形の女（1989年11月28日、日本テレビ）- 棚橋岬一 役
- 白い巨塔（1990年4月2日・3日、テレビ朝日）- 柳原弘 役
- 和宮様御留（1991年、テレビ朝日）- 土井重五郎 役
- 水曜グランドロマン 別れてのちの恋歌（1991年5月1日、日本テレビ）- 主演・青年・井本信次 役
- ヤン・レツル物語～広島ドームを建てた男（1991年5月4日、NHK総合) - ケン 役
- 子規からの手紙（1991年5月18日、NHK総合）- 主演・正岡子規 役[171]
- 29歳〜おもかげを風にあたえよ（1992年1月15日、NHK総合） - 高橋丈雄・佐田三五郎 役
- あなたの中で生きる CG青年の孤独と愛（1995年12月25日、NHK総合） - 主演・戸田孝明 役
- ピュア（1996年1月8日 - 3月18日、フジテレビ） - 沢渡徹 役
- ザ・ドクター（1999年7月4日 - 9月19日、TBS、日曜劇場） - 主演・麻生一真 役
- 山田太一ドラマスペシャル 小さな駅で降りる（2000年4月12日、テレビ東京） - 主演・沢口草平 役[注 18][172][173]
- ナニワ金融道5（2000年9月25日、フジテレビ） - 肉欲棒太郎 役
- やまとなでしこ（2000年10月9日 - 12月18日、フジテレビ） - 中原欧介 役[26]
- 土曜特集 夫についての情報（2000年11月18日、NHK総合） - 主演・織田隆一 役[174]
- イタリア通（2001年9月3日 - 6日、フジテレビ） - 主演・タケシ 役
- 忠臣蔵1/47（2001年12月28日、フジテレビ） - 浅野内匠頭 役
- 恋ノチカラ（2002年1月10日 - 3月21日、フジテレビ） - 主演・貫井功太郎 役[注 19][64]
- ランチの女王（2002年7月1日 - 9月16日、フジテレビ） - 鍋島健一郎 役
- GOOD LUCK!!（2003年1月19日 - 3月23日、TBS、日曜劇場） - 香田一樹 役
- ビギナー（2003年10月6日 - 12月15日、フジテレビ） - 桐原勇平 役[注 20]
- 徳川綱吉 イヌと呼ばれた男（2004年12月28日、フジテレビ） - 大石内蔵助 役
- 恋におちたら〜僕の成功の秘密〜（2005年4月14日 - 6月23日、フジテレビ） - 高柳徹 役
- HERO 特別編（2006年7月3日、フジテレビ） - 津軽保 役
- セーラー服と機関銃（2006年10月13日 - 11月24日、TBS） - 佐久間真 役
- SP 警視庁警備部警護課第四係（2007年11月3日 - 2008年1月26日、フジテレビ） - 尾形総一郎 役
  - SP スペシャル（2008年4月5日）
  - SP スペシャル 革命前日（2011年3月5日）
- 土曜ドラマスペシャル とんび[175]（2012年1月7日・14日、NHK総合） - 主演・市川安男 役
- スペシャルドラマ 再会（2012年12月8日、フジテレビ） - 清原圭介 役[176]
- 連続テレビ小説（NHK）
  - マッサン（2014年9月29日 - 2015年3月28日） - 鴨居欣次郎（サントリー創業者鳥井信治郎がモデル） 役
    - ザ・プレミアム マッサン スピンオフ 前編 「すみれの家出〜かわいい子には旅をさせよ〜」（2015年12月31日）

  - ばけばけ（2025年後期放送予定） - 雨清水傳 役[177]
- リスクの神様（2015年7月8日 - 9月16日、フジテレビ） - 主演・西行寺智 役[178]
- 勇者ヨシヒコと導かれし七人（2016年12月24日、テレビ東京） - 天空の魔王ゲルゾーマ 役（声の出演）[179]
- スーパーサラリーマン左江内氏（2017年1月14日 - 3月18日、日本テレビ） - 主演・左江内英雄 役[180]
- 名刺ゲーム（2017年12月2日 - 23日、WOWOW） - 主演・神田達也 役[181]
- 今日から俺は!! 最終話（2018年12月16日、日本テレビ） - 冴輝組・組長 役[182]
- LIFE!スペシャル「忍べ!右左エ門」（2018年12月19日、NHK総合）- 久兵衛（服部半蔵） 役[183][184]
- 潜水艦カッペリーニ号の冒険（2022年1月3日、フジテレビ） - 大日本帝国海軍大佐・廣田正 役[185]
- 妻、小学生になる。（2022年1月21日 - 3月25日、 TBS） - 主演・新島圭介 役[186]
- ファーストペンギン!（2022年10月5日 - 12月7日、日本テレビ） - 片岡洋 役[187]
- ミワさんなりすます（2023年10月16日 - 12月7日、NHK総合） - 八海崇 役[188][189]
- 舟を編む 〜私、辞書つくります〜（2024年2月18日 - 4月21日、NHK BS・NHK BSプレミアム4K） - 五十嵐十三 役[190]
- 滅相も無い（2024年4月17日 - 6月5日、MBS・TBS） - “穴”の教祖小澤 役[191][192]
- 終りに見た街（2024年9月21日、テレビ朝日） - 小島敏夫 役[193]
- 地震のあとで 第2話「アイロンのある風景」（2025年4月12日、NHK総合） - 三宅 役[194]
- 大阪激流伝（2025年8月31日〈予定〉、NHK総合） - 主演・田口留蔵 役[195][196]

### Web配信ドラマ
- スーパーサラリーマン左江内氏 スピンオフドラマ「小池刑事の鬼の取調室」（2017年3月18日、Hulu）- 左江内英雄 役
- 銀魂2 -世にも奇妙な銀魂ちゃん-（2018年8月17日 - 9月1日、dTV） - 松平片栗虎 役[197]

### ドキュメンタリー
- ドイツ通〜堤真一のドイツ14日間の旅〜（2005年4月10日、フジテレビ）- 旅人
- 地球大紀行スペシャル 堤真一 ヒマラヤ巡礼〜山で神様に逢いたくて〜（2013年1月26日、中部日本放送制作、TBS系） - 旅人
- 地球紀行シリーズ（NHK BSプレミアム） - 旅人
  - 堤真一×神秘の熊スピリットベア〜カナダ 聖なる森をゆく〜（2013年12月28日）
  - 堤真一×風と虹の大地〜南米パタゴニア・人類最大の旅をたどる〜（2015年1月2日）
  - 堤真一×地球創世の大地〜オーストラリア大陸3000キロ〜（2016年3月12日）
  - 堤真一×火と氷の島アイスランド〜絶景街道1300キロをゆく〜（2017年6月3日）
  - 堤真一×アメリカ 謎の古代遺跡〜先住民3000年の記憶〜（2018年5月23日）
  - 堤真一×絶海のマルケサス諸島〜人間の“大地”ヘヌア エナナ〜（2020年3月7日）[198]
  - 堤真一の地球大紀行 〜南米・チリ アタカマ砂漠〜（2023年12月23日）[199]
- カムイの海に春が来た 堤真一、北の離島に乾杯（2015年5月17日、北海道放送制作、TBS系列13局ネット） - 旅人[200]
- 堤真一 世界ウイスキー紀行〜スコットランド・アメリカ・日本を巡る〜（2016年4月23日、BSジャパン） - 旅人
  - 堤真一 世界ウイスキー紀行〜アイルランド・カナダ・日本を巡る〜（2016年11月26日、BSジャパン） - 旅人[201]
- にっぽん紀行 俺たちがつくる高層ビル〜東京・渋谷〜（2017年5月3日、NHK総合）- 案内人
- ニッポン農業最前線！未来へ種まく人たち（2017年7月22日、BSテレ東）- 案内人

### トーク・バラエティ番組
- あさイチ「プレミアム トーク」（2010年5月28日、2015年1月15日、2018年11月2日[202]、NHK総合）- ゲスト出演
- A-Studio（2010年6月4日、2019年11月22日[29]、TBS）- ゲスト出演
- グータンヌーボ[203][204]（2011年5月25日、フジテレビ）- 堤真一×綾瀬はるか×岡田将生の対談
- スタジオパークからこんにちは（2013年12月16日、2015年1月5日、NHK総合）- ゲスト出演
- ヨルタモリ（2015年2月8日、フジテレビ）- ゲスト出演
- マギーのシスチャン情報局（2016年3月4日、ニコ生[205]）- ゲスト出演
- 今夜くらべてみました（2018年1月10日、日本テレビ）- VTR出演（渡辺直美宅にサプライズ訪問）[206][207]
- サワコの朝（2019年6月15日、TBS）- ゲスト出演[11]
- SWITCHインタビュー 達人達（2019年6月15日、NHK Eテレ）- 作家の重松清と対談[208]
- 土曜スタジオパーク（2021年5月8日、NHK総合）- ゲスト出演[209]
- ファミリーヒストリー[7]（2021年10月25日、NHK総合）- ゲスト出演[8]
- 日曜日の初耳学「インタビュアー林修」（2023年3月12日、TBS）- ゲスト出演[210][51]
- おしゃべり小料理ゆみこ （MC有働由美子、2024年1月5日、MBS・TBS系全国ネット） - 藤井フミヤとWゲスト出演

### ナレーション
- 長崎の鐘は鳴り続ける （2000年8月7日、NHK総合）
- にんげんドキュメント「闘いは拳ひとつ ボクサー徳山昌守の挑戦」（2001年1月18日、NHK総合）
- 素敵な宇宙船地球号 第175回「風と共に生きる」（南アメリカ）（2001年1月21日、テレビ朝日）
- 世界わが心の旅〜上海・ロック魂よ永遠に（2002年3月10日、NHK BS2）
- ハイビジョンスペシャル「大河に時は流れる 黒竜江・アムール 開かれた国境の川」（2002年10月30日、BS hi）
- 日本人メジャーリーガーの群像 （2002年12月27日、NHK BS1）
  - MLB2003 日本人メジャーリーガーの群像 （2003年12月26日、NHK-BS1）
- ドキュメント スポーツ大陸（NHK）
  - 一生ライダー〜元世界王者 青木治親 オートレースへの挑戦（2004年10月2日、BS-hi / 10月3日、NHK-BS1）
  - 古田敦也 野球がうまくなりたい（2005年4月2日、BS-hi、NHK-BS1）
  - 前人未到への挑戦〜阪神タイガース 金本知憲（2006年4月15日、NHK-BS1 / 4月17日、BS-hi）
- NHKスペシャル（NHK総合）
  - ラストメッセージ 第6集 この子らを世の光に（2007年3月20日） - 朗読
  - エベレスト〜世界最高峰を撮る〜（2012年1月2日）
  - “災害ヘリ”映像は語る〜知られざる大震災の記録〜（2014年3月1日）
  - 民族共存へのキックオフ〜“オシムの国”のW杯〜（2014年6月22日）
  - シリーズ東日本大震災 震災4年 被災者1万人の声〜復興はどこまで進んだのか〜（2015年3月8日）
  - プラネットアースIII（2024年4月21日・28日）[211]
- ライバル伝説…光と影 封印された涙の理由 （2009年7月20日、TBS）
- にっぽん紀行 （2010年9月20日、NHK）
- スポーツ人間交差点 〜光と影〜（2011年1月10日、TBS）
- 世界の名峰グレートサミッツ 地球一周 名峰紀行（2011年4月1日、NHK BSプレミアム）
- GRACE of JAPAN〜自然の中の神々〜（2012年4月 - 2013年3月、BSジャパン）
- 劇場版 ライバル伝説 〜光と影〜（2012年6月16日公開、東京テアトル）
- ザ・プレミアム「星の生まれる海へ〜中国・黄河源流への旅〜（前編・後編）」（2014年12月27日・28日、NHK BSプレミアム）
- わんぱく！エプロン（2015年2月1日 - 3月29日、関西テレビ）[212]
- 緊急特番！今夜限定…スポーツ界を揺るがした4大伝説（2016年7月27日、TBS）
- ロスト北斎 The Lost Hokusai〜幻の巨大絵に挑む男たち〜（2016年11月23日、NHK総合）
- もふもふモフモフ（2017年- 不定期特番を経て、2018年4月12日 - 2019年3月14日にレギュラー放送、以降から2022年現在も不定期に特番が放送[213]、NHK）
- ナオト・インティライミ冒険記 旅歌ダイアリー2 ON TV（2017年9月4日 - 11月6日、BSスカパー！）[214]
- スポーツ×ヒューマン「育てながら勝つ 阪神・矢野燿大監督」（2021年11月1日、NHK BS1）
- 二条城音舞台「旅人・土屋太鳳が誘う、静寂の夜・世界遺産『二条城』魂の呼吸」（2022年11月6日、MBS・TBS系全国ネット）[61]
- 超体感!四国 お遍路の旅（2024年1月1日、NHK総合）[215]

### 朗読
- 朗読紀行 にっぽんの名作「司馬遼太郎　燃えよ剣」（2003年7月25日、NHK-BS-hi）
- 又吉直樹 作「火花」朗読CD・デジタル音声（2015年11月11日 CD発売・アプリ配信）- 全編・朗読 担当[216]

### 吹き替え
- ダーウィンが来た！生きもの新伝説 〜シチメンチョウになった男〜（2017年7月16日、NHK総合）- 生物研究者の吹き替え 担当[217]

### 劇場アニメ
- 鹿の王 ユナと約束の旅[218]（2022年2月4日公開、安藤雅司・宮地昌幸 監督、東宝） - 主演・ヴァン 役[219][46]

### テレビアニメ
- おこしやす、ちとせちゃん（2018年10月6日 - 2019年3月30日、TOKYO MXほか）[220]
- オニサラ（2019年8月、NHK総合）- 主演・オニガワラ・ケン役[221]

### ゲーム
- 龍が如く7 光と闇の行方[222]（2020年1月16日発売、セガ、PlayStation 4）- 沢城丈 [223]役[224][47][225]
- 龍が如く8（2024年1月26日発売、セガ、PlayStation 5・PlayStation 4・Windows・XSX/S・XOne） - 沢城丈[226]役

### ラジオ
- 安住紳一郎の日曜天国（2019年4月7日、TBSラジオ）- ゲスト出演

### CM
- 花王
  - サクセス（1991年 - 1997年）
    - プレシェーブローション、薬用育毛トニック、ヘアフォーム、他
- KIRIN キリンビール
  - キリンラガービール（1992年 - 1993年）[227]
    - 『二人の夢、二人のエネルギー』篇 ※4分30秒のショートムービーCM - 高橋理奈と共演
      - （監督：市川準、音楽：松任谷由実「無限の中の一度」）- 若手彫刻家・藤木 役

  - 麒麟淡麗〈生〉（2007年）
    - 『パーティー』篇、『10年目』篇、『水しぶき自転車』篇、『ボクササイズ』篇
    - 『ビーチドラム』篇 - アンソニー・ジョンソンと共演

  - 一番搾り（2017年8月 - 現在[228]）
    - 一番搾り 超芳醇（期間限定）[229]
- サントリー
  - 白角（1994年）- 鹿賀丈史、由紀さおりと共演
- アメリカンファミリー生命保険会社
  - 21世紀がん保険（2000年 - 2001年）
  - 新健康応援団MAX、特約PACK（2001年） - 柳葉敏郎と共演
- 藤沢薬品工業
  - プレコール持続性カプセル（2003年）
- ゼファーマ（現：第一三共ヘルスケア）
  - プレコール（2004年 - 2006年）
- 三井住友銀行
  - One's next『秘密のパート』篇（2005年） - 杉山彩子と共演
- 富士通
  - FMV『お店にて』篇（2007年） - 木村拓哉と共演[230][231]
- エースコック
  - はるさめヌードル・シーフード（2008年）
- NTTドコモ
  - Answer『ドコモのあなたに、Answerを〜社長と社員』篇（2008年） - 星野真里と共演
  - Answer『アンサーハウス登場』篇、『アンサーハウス登場＋4つの部屋』篇、『4つの部屋』篇（2008年）
  - Answer『SMART』篇（2009年）
  - Answer『みんなの夏』篇（2009年）
  - Answer『VERSION UP！宣言』篇（2009年）
  - iコンシェル『飛行機』篇（2009年）
  - Answer アンサーハウス『4つの部屋』篇（2009年 - 2010年） - 松山ケンイチ、堀北真希、劇団ひとり、成海璃子、山﨑努と共演
  - 『得ダネを追え! ドコモ光パック』篇、『特ダネを追え! ずっとコドモ割』篇、『得ダネを追え！DCMX』篇（2015年）堤真一 役 - 綾野剛と共演
  - 『得ダネを追え! U25応援割』篇　（2015年）- 綾野剛、高畑充希と共演
  - 『得ダネを追え! 家族まとめて割』篇　（2015年）- 高橋英樹、高橋真麻、綾野剛、高畑充希と共演
  - 『得ダネを追え! シニアはじめてスマホ割』篇（2015年）- 川藤幸三、高畑充希と共演
  - 『得ダネを追え! 家族まとめて割2』篇（2015年）- 近藤春菜、角野卓造、綾野剛と共演
  - 『得ダネを追え! 永遠に光』篇（2015年）- 高畑充希と共演
  - ドコモの学割『得ダネを追え！学割はじまる』篇（2016年）
  - 『得ダネを追え! ズンドコモ節』篇　- 綾野剛、高畑充希と共演
  - 『得ダネを追え! 春のおとりかえ割』篇、『得ダネを追え！学割の詳細』篇　- 綾野剛と共演
  - 『得ダネを追え！結婚式』篇（2016年）
  - 『NEWラインナップ』篇、『情報元』篇（2016年）
  - 『得ダネを追え! 斉藤さんゲーム』篇　- 綾野剛、高畑充希と共演
  - 『綾野、得ダネ記者辞めるってよ』篇（2017年）
  - 『得ダネを追え! 堤さんが義理の弟に』篇　（2017年）- 綾野剛、ブルゾンちえみと共演[232]
  - 『得ダネを追え! みつきのほんき』篇（2017年）　- 綾野剛、高畑充希と共演
  - 『母、ジュンコ』篇（2017年）
  - 『dポイントカード』（2017年）
  - 『得ダネを追え! 会長』篇（2017年）　- 高畑充希、加藤一二三と共演
  - はじめてスマホ割『ケータイへの感謝』篇　- 秋山竜次、高畑充希と共演
  - ドコモの学割 『ししゃも?』篇（2017年）　- SHISHAMO、綾野剛、高畑充希と共演[233]
  - ドコモの学割 『アヤノサンドロス?』篇　（2017年）- アレキサンドロス、綾野剛、高畑充希と共演
  - DAZN for docomo『だぞ〜ん』篇（2017年）- 綾野剛、高畑充希と共演
  - 『会長』篇、『先を読めていた会長』篇（2017年） - 加藤一二三と共演
  - 『忘年会』篇（2017年）
  - ドコモの学割 『欅坂で会合』篇（2018年） - 欅坂46、加藤一二三、綾野剛、高畑充希と共演[234]
  - 『いたずら』篇（2018年）- 綾野剛、高畑充希と共演
  - 『紅の空に』篇 （2018年）- 高畑充希と共演
- トステム（現：LIXIL）
  - カザスとカクス
    - CAZAS『ドアの安心』篇、CAKUS『窓の安心』篇 （2008年 - 2009年）

  - インプラス『窓について』篇 、『家の雰囲気・断熱』篇、『家の雰囲気・防音』篇（2009年 - 2010年）
  - 『エコポイント』篇、『家の雰囲気・遮熱』篇、『居酒屋・断熱』篇（2010年）
  - 『病院・防音』篇、『病院・断熱』篇（2010年） - 満島ひかりと共演
  - 『遮熱 節電』篇(A)(B)（2011年）
- LIXIL（トステム改め）
  - 『リクシルって知ッテル?』篇（全7話）（2011年） - 岸部一徳、大森南朋、松下奈緒、矢作兼、満島ひかり、木村多江と共演[235]
  - インプラス『冬の節電』篇（2011年 - 2012年）
- アサヒビール
  - Asahi Off（2009年 - 2010年)
    - 『堤真一登場』篇、『堤真一渓谷』篇（2009年）
    - 『堤真一ログハウス』篇（2009年 - 2010年)

  - ゼロカク（2012年 - 2013年）
    - 『ゼロカクBer、堤マスター。』篇、『ゼロカクBer、岡田バーテンダー。』篇、『ゼロカクBar、堤マスター大好評』篇、『ゼロカクBar、岡田バーテンダー大好評』篇、『クリスマスも大好評。堤マスター』篇、『クリスマスも大好評。岡田バーテンダー』篇（2012年）- 岡田将生と共演[236]
    - 『春、ゼロカクBar。堤マスター』篇、『春、ゼロカクBar。岡田バーテンダー』篇、『夏、ゼロカクBar。堤バーテンダー』篇、『夏、ゼロカクBar。岡田バーテンダー』篇（2013年）- 岡田将生と共演
- アサヒ飲料
  - アサヒ 六甲のおいしい水『自然に育まれた水』篇[237]（2011年）
- 大正製薬
  - ナロンエースR（2011年 - 2013年） 
    - 『イベント会場』篇、『頼れるR』篇、『やさしい上司』篇、『乗りこえる』篇[238]
- ダイハツ工業
  - ミライース（2012年）
    - 『ソバ屋』篇、『医者』篇、『美術館』篇、『遺言』篇、『算数』篇[239]
- NTT東日本
  - FLET'S光 「モンスターズ シェアハウス」（2013年 - 2014年）
    - 『思いっきり割』篇、『TSUTAYA Stick』篇 - 瑛太、神木隆之介、二階堂ふみと共演
- 独立行政法人日本スポーツ振興センター スポーツ振興くじ
  - BIG（2013年 - 2014年）
    - 『やっぱり10億円』篇、『耳打ち』篇、『10億円の事で頭がいっぱい』篇、『10億円より大切なこと』篇、『10億円だぞ』篇、『1万円札が10万枚で』篇、『財布に入らない』篇（2013年）- 真木よう子と共演。
    - 『10億 9人』篇、『10億 期間限定』篇、『10億 数える テン』篇、『10億 エースナンバー』篇、『10億 こういう顔』篇、「スマホ（ネット限定）」篇、『妄想中の男』篇、『一回くらい』篇、『ヘリコプター』篇、『土地』篇、『銭湯』篇(A)(B)（2014年）- 真木よう子と共演[240]
- アクサ損害保険
  - アクサダイレクトの自動車保険（2013年 - 2017年）[241][242]
    - 『頼れるね』篇 ロードサービスバージョン、『頼れるね』篇 ピックアップデリバリーバージョン（2015年）
    - 『ひとりひとりにパーソナルベストを』篇（2016年）
- 日野自動車
  - デュトロ（ヒノノ二トン）（2014年 - 2019年）[243]
    - 『とんかつ（安全）』篇、『マッサージ（低燃費）』篇、『プール』篇（2014年 - 2015年）- リリー・フランキーと共演
    - 『栗きんとん』篇、『大工』篇、『けんけんぱ』篇（2015年 - 2017年）- リリー・フランキーと共演
    - 『保育園』篇（2017年 - 2018年） - リリー・フランキーと共演
    - 『ヒノノニトン／忍者』篇（2018年 - 2019年）- リリーフランキーと共演
- 明治
  - 明治プロビオヨーグルトLG21（2014年）
    - 『内なるチカラ 登場』篇、『内なるチカラ』篇、『内なるチカラ 攻』篇
- サントリースピリッツ
  - ウイスキー アンバサダー（2015年） - ウイスキー事業全般に亘る企業イメージキャラクター[244]
- ナオト・インティライミ
  - THE BEST! 「スポットCM」（2015年）ナオト・インティライミと共演[245]
- 武田コンシューマーヘルスケア（現・アリナミン製薬）
  - アリナミンEXプラスα（2017年 - 2020年）
    - 『アリナミン 一日一回で効く』篇、『腰痛に神経から効く』篇、『発見！アリナミン　肩こりの原因』篇、『発見！アリナミン　ビタミンB2配合』篇（2017年）[246]
    - 『目にいいこと』篇、『肩にいいこと』篇、『腰にいいこと』篇、『アリナミンEXPα 日本唯一の処方』篇（2018年 - 2020年）
- フロムスクラッチ
  - b-dash『部会』篇（2019年）- おぎやはぎと共演
- 東京ガス
  - 『東京ガスが水まわり！？登場』篇、『電気切り替えNOW！電気代がヤバい季節』篇 （2020年）- 伊藤沙莉と共演
  - 『電気切り替えNOW！電気代がヤバい冬』篇、『伊藤沙莉RAP』篇（2021年）- 伊藤沙莉と共演[247]
- 三井不動産商業マネジメント
  - ららぽーと（2020年 - 2024年）
    - 『出会いに、会いに。』篇、『テレワークもららぽーと』篇（2020年）- 森七菜、蛯原友里と共演 [248]
    - 『出会いに、会いに。』2021年篇（2021年）- 森七菜、蛯原友里と共演
    - 『出会いに、会いに。』2022年篇（2022年[249]）- 森七菜、蛯原友里と共演

- JR東日本「不思議なゲートウェイ 登場」篇（2024年11月1日 - ） - 當真あみと共演[250]

### その他
- ラジオ時報CM 日野自動車「デュトロ」ヒノノニトン（2014年 - 2016年、土曜・日曜 5:00 - 13:00、JFN系列）- リリーフランキーと共演
- LIFE!〜人生に捧げるコント〜「LIFE! 2015 超豪華ゲストSP」（2015年12月29日、NHK総合） - コント『スポーツ番長〈冬〉』（ラグビー馬鹿 役）出演

## 受賞
- 1997年度
  - 第32回 紀伊國屋演劇賞 個人賞（『ピアノ[251]』､『キル』）
- 2000年度
  - 第27回 ザテレビジョンドラマアカデミー賞 助演男優賞（『やまとなでしこ』）
- 2003年度
  - 第36回 ザテレビジョンドラマアカデミー賞 助演男優賞（『GOOD LUCK!!』）[252]
- 2005年度
  - 第30回 報知映画賞 助演男優賞（『ALWAYS 三丁目の夕日』、『フライ,ダディ,フライ』）
  - 第18回 日刊スポーツ映画大賞 助演男優賞（『ALWAYS 三丁目の夕日』、『フライ,ダディ,フライ』）
  - 第48回 ブルーリボン賞 助演男優賞（『ALWAYS 三丁目の夕日』、『フライ、ダディ、フライ』）
  - 第79回 キネマ旬報ベストテン 助演男優賞（『ALWAYS 三丁目の夕日』、『フライ、ダディ、フライ』）
  - 第20回 高崎映画祭 最優秀主演男優賞（『フライ、ダディ、フライ』）
  - 第29回 日本アカデミー賞 最優秀助演男優賞（『ALWAYS 三丁目の夕日』）[29]
  - 第10回 日本インターネット映画大賞 助演男優賞（『ALWAYS 三丁目の夕日』、『フライ、ダディ、フライ』）
- 2006年度
  - 第51回 ザテレビジョンドラマアカデミー賞 助演男優賞（『セーラー服と機関銃』）
- 2007年度
  - 第31回 日本アカデミー賞 優秀助演男優賞（『ALWAYS 続・三丁目の夕日』､『舞妓Haaaan!!!』）[253]
- 2008年度
  - 第33回 報知映画賞 主演男優賞（『クライマーズ・ハイ』､『容疑者Xの献身[注 4]』）
  - 第32回 日本アカデミー賞[254]
    - 優秀主演男優賞（『クライマーズ・ハイ』）[29]
    - 優秀助演男優賞（『容疑者Xの献身』）

  - 第13回 日本インターネット映画大賞 助演男優賞（『容疑者Xの献身』）
- 2010年度
  - 第65回 毎日映画コンクール 男優主演賞（『孤高のメス』）
  - 第34回 日本アカデミー賞 優秀主演男優賞（『孤高のメス』）[29][255]
  - 第2回 TAMA映画賞 最優秀男優賞（『孤高のメス』、『ヴィヨンの妻』）
  - おおさかシネマフェスティバル 2011 主演男優賞（『孤高のメス』）
  - 50th ACC CM FESTIVAL 演技賞（トステム「インプラス」）
- 2013年度
  - 第41回 国際エミー賞 最優秀俳優賞[256] ノミネートファイナリスト（『とんび』）
- 2015年度
  - ウイスキーヒルズアワード 2015 Ｗｈｉｓｋｙ　Ｍａｓｔｅｒ受賞[257]
- 2021年度
  - 第45回 日本アカデミー賞 優秀助演男優賞（『ザ・ファブル 殺さない殺し屋』）[258]